# London Overground
O London Overground é uma rede de transporte ferroviário suburbano em Londres. 
Criada em 2007, após a Transport for London assumir a concessão de algumas linhas ferroviárias anteriormente operadas pela Silverlink Metro, a London Overground passou a ser uma das melhores operadoras ferroviárias da Grã Bretanha e passou a ter uma receita três vezes maior que assumiu a operação.

## História

### Silverlink Metro
Silverlink Metro era uma empresa que operava ferrovias suburbanas em Londres, de Stratford a Richmond, Willesden Junction a Clapham Junction, London Euston a Watford Junction via Willesden e Gospel Oak a Barking.
Os serviços da Silverlink Metro eram considerados de baixa qualidade, com estações em mal estado de conservação, frota antiga e baixo nível de serviço.

### Lançamento da rede
Em 20 de fevereiro de 2006, foi anunciado pelo Ministério dos Transportes que Transport for London (TfL) iria assumir a gestão dos serviços prestados pelo Silverlink Metro. Foi sugerido operar o serviço sob o nome provisório de North London Railway.
Em 5 de setembro de 2006, a marca 'London Overground' 'foi revelada e foi confirmado que a East London line, estendida, seria incluída. Ainda que os itinerários cobrissem muitos bairros de Londres, há razões para a TfL considera-los como necessitando de um controle direto:
- Há alguma concentração de linhas no nordeste, onde foram realizados os Jogos Olímpicos de Verão de 2012;
- Elas passam por zonas desfavorecidas e as ligações são consideradas como parte da reabilitação dessas áreas;
- As linhas North London e Gospel Oak a Barking foram consideradas por alguns como negligenciadas e portanto não desenvolvidas em todo seu potencial.

A rede foi lançada pela TfL com o nome de London Overground em 2007.
Em 11 de novembro de 2007, a rede assumiu as rotas da North London Railway da companhia Silverlink Metro. A Linha East London caiu sob o controle da rede após a conclusão da fase 1 de sua extensão em 2010, sob o nome de East London Railway. London Overground continua a fazer parte da rede ferroviária nacional, mas a entidade adjudicante é a Transport for London, e não a administração central (similar ao modelo adotado para a Merseyrail). 

## Operação da Rede
As linhas continuam a ser detidas e mantidos pela Network Rail, embora a Dalston - New Cross reste como propriedade da Transport for London depois que se juntou ao Overground.
Seguindo um modelo semelhante ao já utilizado para a Docklands Light Railway, a TfL tem procurado potenciais operadores do London Overground. Ao contrário das franquias nacionais da National Rail, o operador não seria responsável pelas taxas de ajuste das tarifas, a compra de material rodante, ou de decidir a respeito dos níveis de serviço, aspectos que serão geridos inteiramente pela TfL. No entanto eles levam um certo risco nas receitas (TfL mantêm 90% do risco nas receitas, 10% dos produtos são mantidos pelo operador, e o operador é responsável pela cobrança das receitas).
O operador atual é a sociedade LOROL (London Overground Rail Operation), uma joint venture 50/50 entre Arriva e MTR e a qual o contrato de franquia foi ampliado com a TfL até novembro de 2016.

## Mapa

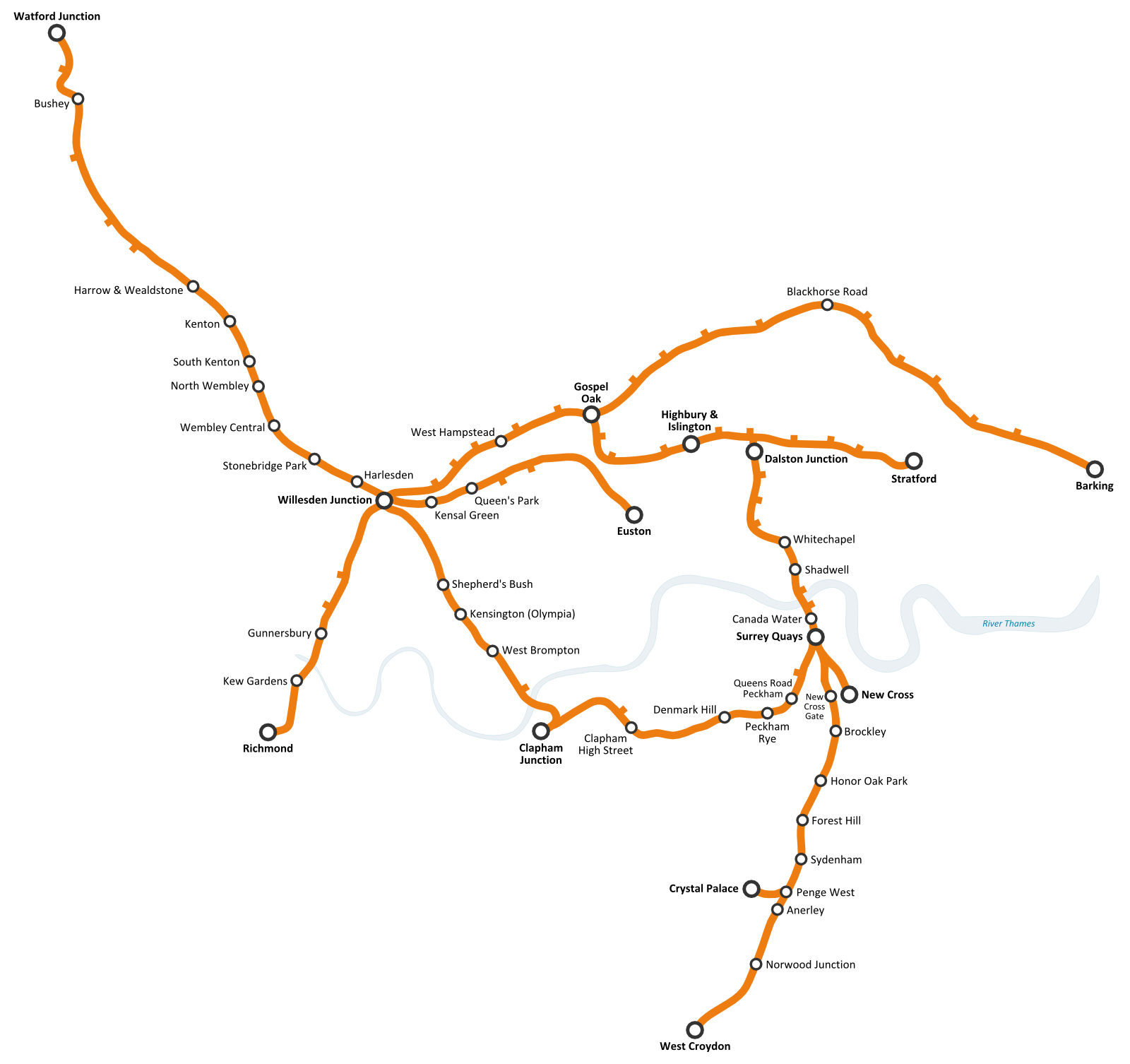
A rede do London "Overground" (mapa não oficial)